# حریم خصوصی دیجیتال
حریم خصوصی دیجیتال(به انگلیسی: Digital privacy)اغلب در زمینه هایی استفاده می شود که بحث حمایت از حقوق حریم خصوصی افراد و مصرف کنندگان در خدمات الکترونیکی مطرح است و معمولاً در رویارویی با شیوه های تجاری بسیاری از بازاریابی‌های دیجیتال، شرکت ها که از جمع آوری و استفاده از چنین اطلاعات و داده هایی سود میبرند استفاده میشود. حریم خصوصی دیجیتال، یک جنبه حیاتی از تعاملات و خدمات آنلاین مدرن است و می توان در سه دسته زیر شناخت: حریم خصوصی اطلاعات، حریم خصوصی ارتباطات، و حریم خصوصی فردی.